# Hidrófobo

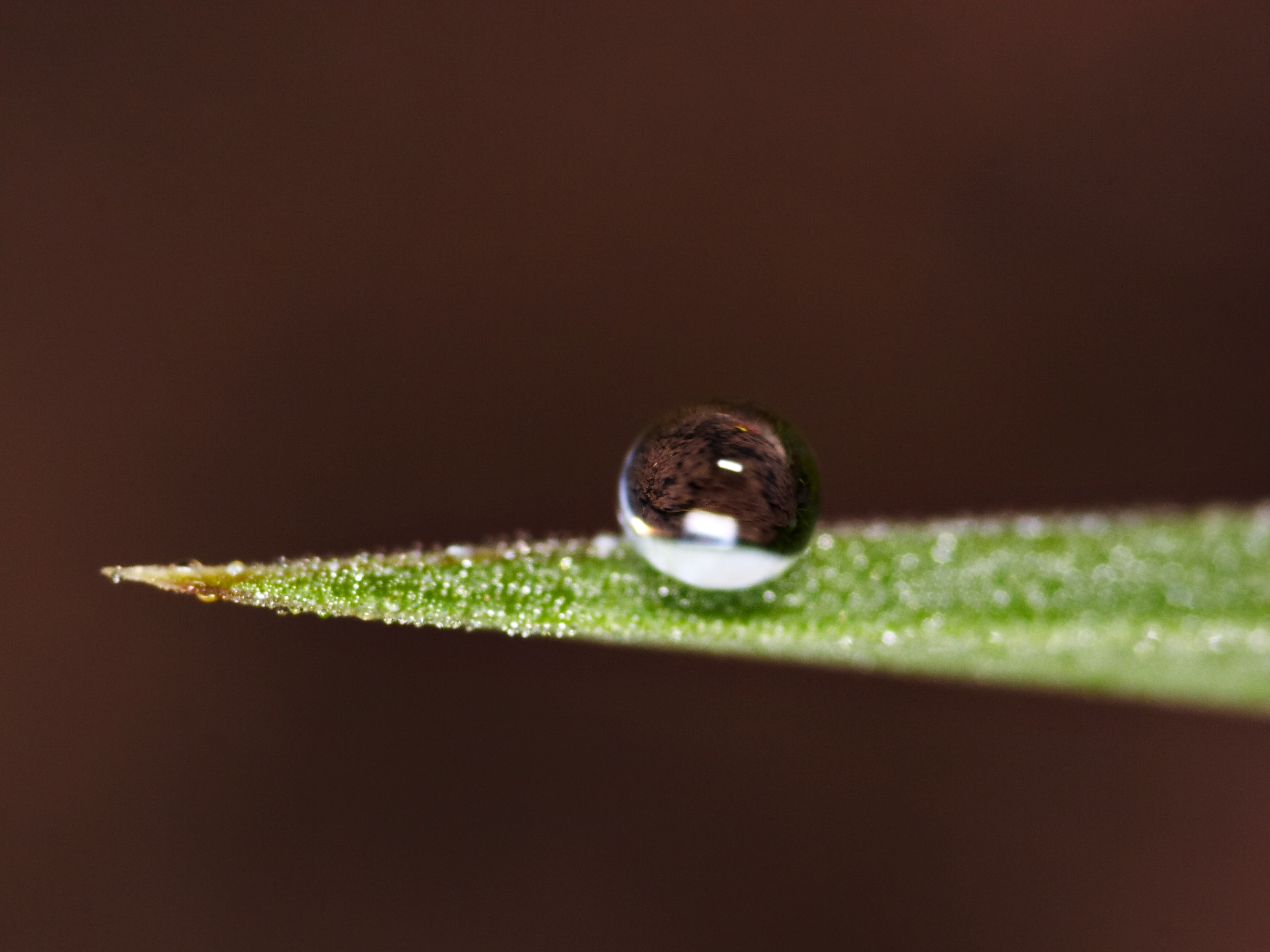
Gota de rocío sobre una hoja que presenta hidrofobia.

En fisicoquímica, la hidrofobicidad es la propiedad física de una molécula que es aparentemente repelida por una masa de agua (conocida como hidrofóbica). Por el contrario, las hidrófilas son atraídas por el agua.
Las moléculas hidrofóbicas tienden a ser no polares y, por tanto, prefieren otras moléculas neutras y disolventes no polares. Como las moléculas de agua son polares, los hidrófobos no se disuelven bien entre ellas. Las moléculas hidrofóbicas en el agua suelen agruparse, formando micelas. El agua sobre superficies hidrofóbicas mostrará un alto ángulo de contacto.
Ejemplos de moléculas hidrofóbicas son los alcanos, los aceites, las grasas y las sustancias grasas en general. Los materiales hidrofóbicos se utilizan para la eliminación de petróleo del agua, la gestión de derrames de petróleos y los procesos de separación química para eliminar sustancias no polares de los compuestos polares.
Hidrofóbico se utiliza a menudo indistintamente con lipofílico, "amante de la grasa". Sin embargo, ambos términos no son sinónimos. Aunque las sustancias hidrofóbicas suelen ser lipofílicas, hay excepciones, como las siliconas y los fluorocarbonos.
El término hidrófobo proviene del griego antiguo ὑδρόφόβος (hýdrophóbos), "tener miedo al agua", construido ( griego ὕδωρ (húdōr) agua y φόβος (phóbos) miedo}}.

## Fundamentos fisicoquímicos
En el caso de solutos pequeños, la interacción hidrofóbica es principalmente un efecto entrópico originado por la interrupción de los enlaces de hidrógeno altamente dinámicos entre las moléculas de agua líquida por el soluto no polar, haciendo que el agua forme una estructura parecida a un clatrato alrededor de las moléculas no polares. Esta estructura formada está más altamente ordenada que las moléculas de agua libres debido a que las moléculas de agua se organizan para interactuar lo más posible consigo mismas (minimizando así la ruptura de enlaces hidrógeno), y por lo tanto da lugar a una pérdida de entropía en la interfaz. Esto hace que las moléculas no polares se agrupen para reducir la superficie expuesta al agua, incrementando así la entropía del sistema. De tal modo, las dos fases inmiscibles (hidrofílica frente a hidrofóbica) cambiarán de forma que su correspondiente área interfacial será mínima. Este efecto puede visualizarse en el fenómeno denominado separación fase.
Por su parte, para solutos no polares de mayor tamaño, que no pueden ser adecuadamente “clatrados” por la red de enlaces de hidrógeno del agua, la ruptura de dichos enlaces se vuelve inevitable, implicando un alto costo entálpico. En condiciones ambientales, esta transición desde un régimen dominado por la entropía a otro regido por la entalpía ocurre alrededor de un tamaño de ~1 nm, reflejando un cambio en el comportamiento de la energía libre de hidratación, que pasa de escalar con el volumen del soluto a depender del área superficial expuesta.
En este contexto, se ha propuesto una definición molecular cuantitativa de la hidrofobicidad, basada en el costo energético que implica para un sistema inducir defectos de enlaces de hidrógeno en su capa de hidratación. Según este enfoque, un sistema se considera hidrofóbico si no logra compensar los enlaces de hidrógeno ausentes con una energía al menos tan favorable como el costo de generar dicho defecto en el agua pura, valor conocido como Umbral de Interacción de Defecto (DIT), estimado en aproximadamente −6 kJ/mol (alrededor del 30% de la energía típica de un puente de hidrógeno). Este criterio coincide con el umbral clásico del ángulo de contacto de 90°, lo que supone una justificación molecular de la transición al comportamiento hidrofóbico.
Adicionalmente, el DIT permite determinar los regímenes de llenado, llenado parcial y vaciado en agua confinada a nanoescala, según cuántos de los sitios de interacción de la molécula de agua (de los 4 sitios tetraédricos disponibles) excedan dicho umbral. Este análisis para cuantificar la hidrofobicidad o el mojado puede realizarse mediante un indicador estructural, el índice V4S, que revela la existencia de dos estados de interacción inherentemente preferenciales para el agua.

## Superhidrofobicidad

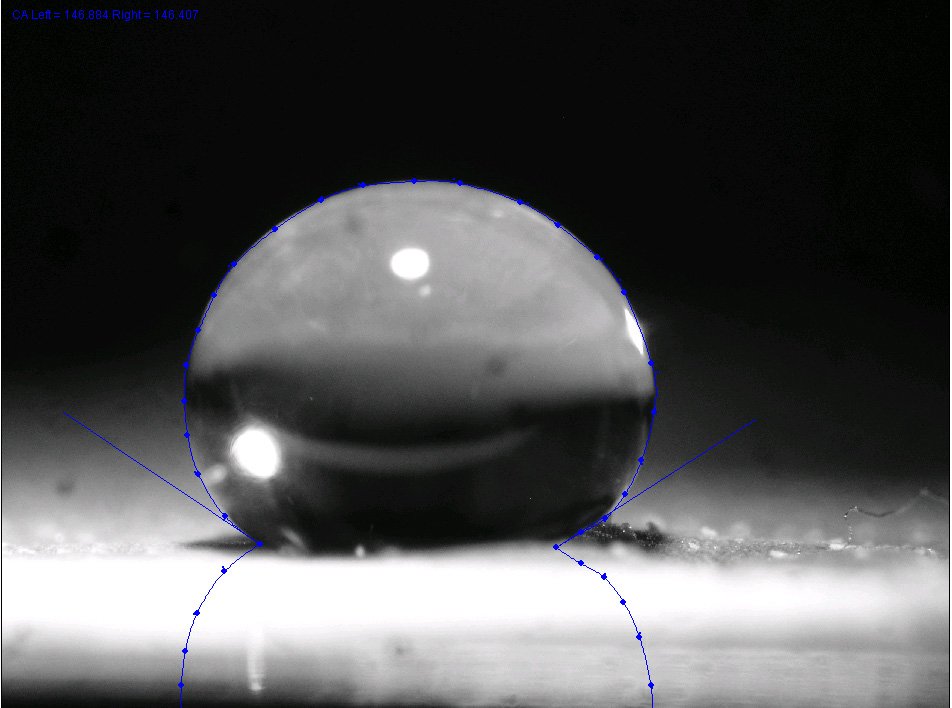
Gota de agua sobre una hoja de una planta de loto.

Las superficies superhidrofóbicas, tales como las hojas de la planta de loto, son aquellas que es extremadamente difícil que se mojen. Los ángulos de contacto de una gota de agua son mayores a 150°. Esto se denomina efecto loto, y es una propiedad física relacionada con la tensión de interfase, más que una propiedad química.

### Teoría
En 1805, Thomas Young definió el ángulo de contacto θ al analizar las fuerzas que actúan sobre una gota de fluido que se encuentra sobre una superficie sólida y está rodeada por un gas.
{\displaystyle \gamma _{\text{SG}}\ =\gamma _{\text{SL}}+\gamma _{\text{LG}}\cos \theta \,}
donde

Una gota líquida sobre una superficie sólida y rodeada por gas. El ángulo de contacto, θ_{C}, es el ángulo formado por el líquido en la frontera donde las tres fases sólida, líquida y gaseosa se intersecan.

Una gota que descansa sobre una superficie sólida y está rodeada por un gas forma un ángulo de contacto característico θ. Si la superficie sólida es rugosa y el líquido está en contacto íntimo con las asperezas sólidas, la gota está en estado de Wenzel. Si el líquido descansa sobre la parte superior de las asperezas, se encuentra en el estado de Cassie-Baxter.

{\displaystyle \gamma _{\text{SG}}\ } = tensión de interfase entre el sólido y el gas
{\displaystyle \gamma _{\text{SL}}\ } = Tensión de interfase entre el sólido y el líquido
{\displaystyle \gamma _{\text{LG}}\ } = Tensión de interfase entre el líquido y el gas
θ se mide utiliziando un goniómetro de ángulo de contacto.
Wenzel determinó que cuando el líquido se encuentra en contacto íntimo con una superficie microestructurada, θ cambia a  θW*
{\displaystyle \cos \theta _{W}*=r\cos \theta \,}
donde r es la relación entre el área real y el área proyectada. La ecuación de Wenzel muestra que el microestructurado de una superficie amplifica la tendencia natural de una superficie. Una superficie hidrofóbica (una que posee un ángulo de contacto original mayor que 90°) es más hidrofóbica si se microestructura– su nuevo ángulo de contacto es mayor que el original. Sin embargo, una superficie hidrofílica (una que tiene un ángulo de contacto original menor que  than 90°) se transforma en menos hidrtofílica si se la microestructura – su nuevo ángulo de contacto pasa a ser menor que el original.
Cassie y Baxter que si el líquido se encuentra suspendido arriba de microestructuras, θ se modifica a θCB*:
{\displaystyle \cos \theta _{\text{CB}}*=\varphi (\cos \theta +1)-1\,}
donde φ es la fracción de área del sólido que toca el líquido. Estado de líquido Cassie–Baxter es más móvil que el estado Wenzel.
Podemos predecir si el estado Wenzel o Cassie-Baxter debe existir calculando el nuevo ángulo de contacto con ambas ecuaciones. Por un argumento de minimización de la energía libre, la relación que predijo el nuevo ángulo de contacto más pequeño es el estado que más probablemente exista. Dicho en términos matemáticos, para que exista el estado de Cassie-Baxter, la siguiente desigualdad debe ser cierta.
Un criterio alternativo reciente para el estado de Cassie-Baxter afirma que el estado de Cassie-Baxter existe cuando se cumplen los siguientes 2 criterios:1) Las fuerzas de la línea de contacto superan las fuerzas del cuerpo del peso de las gotas no soportadas y 2) Las microestructuras son lo suficientemente altas como para evitar que el líquido que puentea las microestructuras toque la base de las mismas.
Recientemente se ha desarrollado un nuevo criterio para el cambio entre los estados de Wenzel y Cassie-Baxter basado en la rugosidad de la superficie y la energía superficial. El criterio se centra en la capacidad de atrapar aire bajo gotas de líquido en superficies rugosas, lo que podría indicar si se debe utilizar el modelo de Wenzel o el de Cassie-Baxter para cierta combinación de rugosidad y energía de la superficie.
El ángulo de contacto es una medida de hidrofobicidad estática, y histéresis del ángulo de contacto y el ángulo de deslizamiento son medidas dinámicas. La histéresis del ángulo de contacto es un fenómeno que caracteriza la heterogeneidad de la superficie. Cuando una pipeta inyecta un líquido sobre un sólido, el líquido formará cierto ángulo de contacto. A medida que la pipeta inyecta más líquido, la gotita aumentará de volumen, el ángulo de contacto aumentará, pero su límite trifásico permanecerá estacionario hasta que de repente avance hacia el exterior. El ángulo de contacto que tenía la gotita inmediatamente antes de avanzar hacia el exterior se denomina ángulo de contacto de avance. El ángulo de contacto de retroceso se mide ahora bombeando el líquido de nuevo fuera de la gota. La gota disminuirá de volumen, el ángulo de contacto disminuirá, pero su límite trifásico permanecerá estacionario hasta que retroceda repentinamente hacia el interior. El ángulo de contacto que tenía la gota inmediatamente antes de retroceder hacia el interior se denomina ángulo de contacto de retroceso. La diferencia entre los ángulos de contacto de avance y retroceso se denomina histéresis del ángulo de contacto y puede utilizarse para caracterizar la heterogeneidad, la rugosidad y la movilidad de la superficie. Las superficies que no son homogéneas tendrán dominios que impiden el movimiento de la línea de contacto. El ángulo de deslizamiento es otra medida dinámica de la hidrofobicidad y se mide depositando una gota sobre una superficie e inclinando la superficie hasta que la gota comience a deslizarse. En general, los líquidos en estado Cassie-Baxter presentan ángulos de deslizamiento e histéresis del ángulo de contacto más bajos que los que se encuentran en estado Wenzel.[cita requerida]

## Investigación y desarrollo
Dettre y Johnson descubrieron en 1964 que el fenómeno del efecto loto superhidrofóbico estaba relacionado con las superficies hidrofóbicas rugosas, y desarrollaron un modelo teórico basado en experimentos con perlas de vidrio recubiertas de parafina o telómero TFE. La propiedad de autolimpieza de las superficies micro-nanoestructuradas superhidrófobas se comunicó en 1977. Perfluoroalkyl, perfluoropoliéter, y materiales superhidrófobos formados por plasma de RF fueron desarrollados, utilizados para electrowetting y comercializados para aplicaciones biomédicas entre 1986 y 1995. Otras tecnologías y aplicaciones han surgido desde mediados de los años 90. En 2002 se divulgó una composición jerárquica superhidrófoba duradera, aplicada en uno o dos pasos, que comprendía partículas de tamaño nanométrico ≤ 100 nanómetros que se superponían a una superficie con características o partículas de tamaño micrométrico ≤ 100 micrómetros. Se observó que las partículas más grandes protegían a las más pequeñas de la abrasión mecánica.
En investigaciones recientes, se ha informado de la superhidrofobicidad al permitir que el alquilceteno dímero (AKD) se solidifique en una superficie fractal nanoestructurada. Desde entonces, muchos trabajos han presentado métodos de fabricación para producir superficies superhidrofóbicas, incluyendo la deposición de partículas, técnicas de sol-gel, tratamientos con plasma, deposición de vapor, y técnicas de fundición. La oportunidad actual de impacto de la investigación radica principalmente en la investigación fundamental y la fabricación práctica. Recientemente han surgido debates sobre la aplicabilidad de los modelos de Wenzel y Cassie-Baxter. En un experimento diseñado para cuestionar la perspectiva de la energía superficial del modelo de Wenzel y Cassie-Baxter y promover la perspectiva de la línea de contacto, se colocaron gotas de agua en un punto hidrofóbico liso en un campo hidrofóbico rugoso, un punto hidrofóbico rugoso en un campo hidrofóbico liso y un punto hidrofílico en un campo hidrofóbico. Los experimentos demostraron que la química y la geometría de la superficie en la línea de contacto afectaban al ángulo de contacto y a la histéresis del ángulo de contacto, pero la superficie dentro de la línea de contacto no tenía ningún efecto. También se ha propuesto el argumento de que el aumento de las irregularidades en la línea de contacto mejora la movilidad de las gotas.
Muchos materiales hidrofóbicos encontrados en la naturaleza se basan en la ley de Cassie y son bifásicos en el nivel submicrométrico con un componente aire. El efecto loto se basa en este principio. Inspirada en ella, se han preparado muchas superficies funcionales superhidrofóbicas.
Un ejemplo de material superhidrofóbico biónico o biomimético en nanotecnología es la película de nanopin.

## Medicina
En medicina el término hidrofobia se utiliza como sinónimo de rabia. El hidrófobo por lo tanto es quien padece la enfermedad comúnmente conocida como rabia o hidrofobia. Está provocada por un virus perteneciente a la familia Rhabdoviridae, género Lyssavirus tipo 1, típico de ciertos animales de sangre caliente, como el perro, el gato, la rata, el lobo y el murciélago, pero puede transmitirse al hombre si es mordido por un animal infectado.
Este virus ataca al sistema nervioso central y, si no se previene la enfermedad mediante vacunación, acaba provocando la muerte del enfermo. Cuando una persona se contagia del virus de la rabia los síntomas de la enfermedad pueden tardar entre 30 y 180 días en manifestarse; los más característicos son las alteraciones de los sentidos y problemas de movilidad. Al principio el enfermo experimenta cambios de humor, temores injustificados, dolor en la herida y malestar general; a continuación sufre espasmos, excitación, aversión al agua debido a que, al tragar o ver agua, se paralizan los músculos de la garganta, trastornos mentales y alucinaciones; finalmente, la parálisis inmoviliza sus extremidades y, cuando se extiende al cerebro y a los pulmones, provoca la muerte al no moverse.

## Tecnología de impresión ófset
En las zonas hidrófobas de la imagen en plancha se repele el agua, siendo la tinta la que se adhiere a estas zonas, puesto que el sistema de impresión ófset se basa en un equilibrio agua-tinta.

## Aplicaciones y aplicaciones potenciales
El hormigón hidrófobo se produce desde mediados del siglo XX.[cita requerida]
La activa investigación reciente sobre materiales superhidrofóbicos podría conducir finalmente a más aplicaciones industriales.[cita requerida]
Una sencilla rutina de recubrimiento de tejidos de algodón con sílice o titania partículas mediante técnica sol-gel, que protege el tejido de la luz ultravioleta y lo hace superhidrofóbico.
Se ha informado de una rutina eficaz para hacer polietileno superhidrofóbico y, por tanto, autolimpiable. El 99% de la suciedad de una superficie así se elimina fácilmente.
Las superficies superhidrofóbicas estampadas también son prometedoras para los dispositivos microfluídicos lab-on-a-chip y pueden mejorar drásticamente el bioanálisis basado en superficies.
En productos farmacéuticos, la hidrofobicidad de las mezclas farmacéuticas afecta a importantes atributos de calidad de los productos finales, como disolución de fármacos y dureza. Se han desarrollado métodos para medir la hidrofobicidad de los materiales farmacéuticos.
El desarrollo de superficies hidrofóbicas enfriamiento radiativo diurno pasivo (PDRC), cuya eficacia en reflectancia solar y emitancia térmica se basa en su limpieza, ha mejorado la "autolimpieza" de estas superficies. Además, se han desarrollado PDRC hidrófobos escalables y sostenibles que evitan COVs.